# OpenTTD

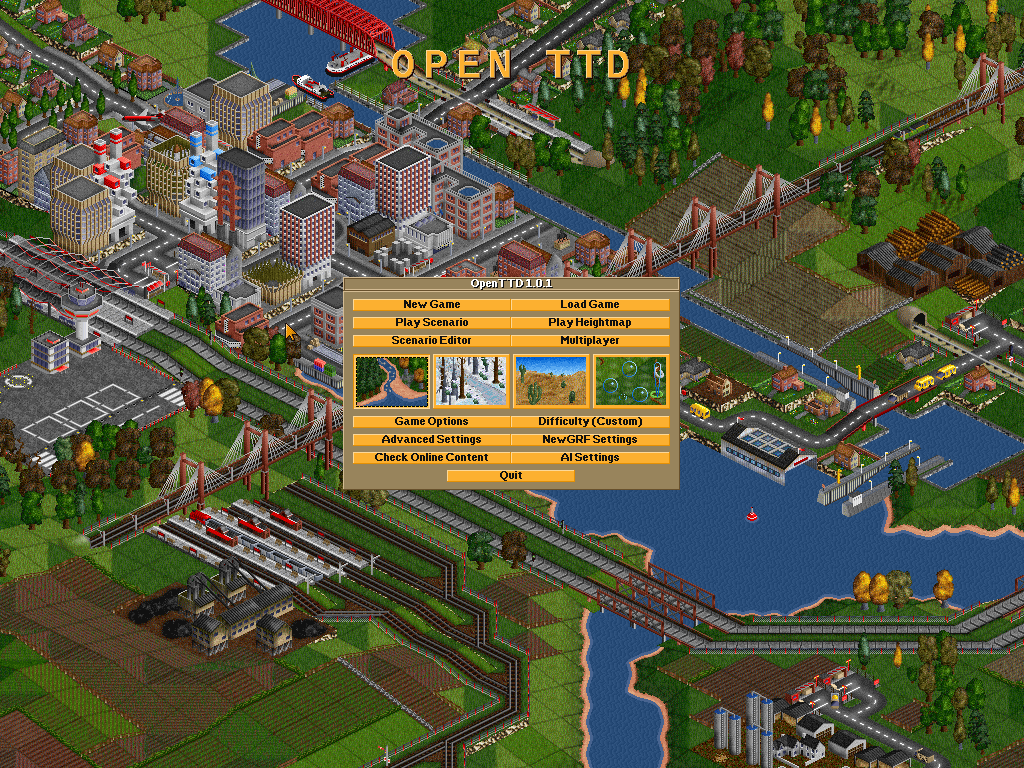
OpenTTD，使用OpenGFX图像文件。

OpenTTD（全稱：Open Transport Tycoon Deluxe）是游戏豪華版交通大亨的開放源碼的復刻版，早前的版本必须使用原版的数据文件。
OpenTTD的內容基本架構來自原版“豪華版交通大亨”，但隨著開發更新版本不斷加入了新的元素，包括可興建行車隧道、雙向的鐵路車站及更多類型的機場等等。至於與原版遊戲的最大分別，可說是加入了多人遊戲模式了，玩家可以透過區域網路或互聯網連接世界各地的玩家，同時與多達255位玩家進行同一局遊戲，以競爭成為交通大亨為目標；此外，OpenTTD亦對原版遊戲的操作界面作了不少的改進。
遊戲吸納了大量來自「TTDPatch」的特徵（同样GNU GPL自由軟件許可證）。還有，兩者均並非能獨立運作的遊戲──需要把遊戲CD內的圖像檔案拷貝至OpenTTD的指定遊戲資料夾內。
從測試版本1.0.0 Beta-1開始已內置來自OpenGFX圖像檔和OpenSFX聲音檔（包含在自由軟件許可證內），可以免除了這方面的必要。
經過了六年的開發，於2010年4月1日推出了OpenTTD 1.0.0正式版。

## 历史
2003年，一个名為Ludvig Strigeus的人對運輸大亨进行了反向工程并轉化成C語言。2004年，發佈了最初的版本0.1.
2008年初，由0.6版本開始改以C++語言開發。
2009年10月發布的0.7.3版本開始內置OpenGFX取代“豪華版交通大亨”圖像文件，同時擁有姐妹計劃OpenSFX-對應的音效替代項目。
2009年12月24日，發布了版本1.0.0 Beta，不再使用“豪華版交通大亨”的任何檔案。

## 遊戲內容
新一局的遊戲預設由1950年開始。但開局的玩家可以隨意設定在此之後的時間，令開始時有較近期的交運工具可供選擇。
玩家的運輸公司最初不會得到任何營運資金，需要借取金錢，待公司獲利後償還。運輸公司需透過興建連接工廠或城鎮的運輸系統，並購買運輸工具運營賺取運輸費牟利。公司需要不斷擴充其運輸網絡規模，以爭取成為最有實力的運公司的經理──運輸大亨。
遊戲最多容許最多15間公司在同一局遊戲同營運，而這些公司可由玩家或電腦控制，同一間公司可由多於一位的玩家操控，惟總人數不能多於255人(包括旁观者)。
遊戲有四種運輸工具可使用，包括有：汽車、鐵路、船和飛機，各有其專用的站點（除電車與汽車時共用站點，惟站點必需架設電纜使電車可以到達）。各站點會有獨自的評分，是根據其運營效率而釐定，評分愈高愈吸引乘客和貨物使用，玩家亦可在城鎮進行宣傳增加對運輸公司在城內站點的評分。遊戲可隨時儲存進度，即使多人遊戲亦能夠於不同情況下儲存進度。
運輸工具在某車站負載貨物（例如車站的覆蓋範圍內有煤礦），運抵另一個有需求的車站（同例有一間發電廠在車站的覆蓋範圍）公司便能從中獲利。所得利潤將視乎不同種類的貨物，運抵的時間、距離、數量而定，玩家不能自行决定收費。
遊戲內有不同的小工具協助玩家興建運輸路線，包括可改變地勢和海平面的工具。
為確保城市的良好規劃，城鎮的地區政府將對曾在該鎮進行的工程的運輸公司作評價，當評價太低時鎮城政府將拒絕運輸公司再度在該鎮上作進一步發展，直至評價因運營出色、城鎮已作適度發展或賄賂政府當局而改善為止。
交通工具的科技將隨著遊戲進行的年份而推進，甚至出現一些半真實的技術。例如：鐵路信號系統由最初的臂板式鐵路號誌系統，演變至号志燈系統；鐵路列車由最初的蒸汽機車，演變至柴油機車、電力機車、單軌機車至最終時速高達600km/h以上的的磁浮列車。 
城市的發展將受經濟問題因素、運輸網絡和工業的發展而定。一些天然資源耗盡或工廠長期無能交通接駁下，將會面臨倒閉。
遊戲預設在2050年結束，達成遊戲目標的玩家可於「名人紀念館」內留名。要在遊戲中完成整整的一百年（遊戲內的1950－2050年），在現實中需約25小時。玩家可選擇在2050年後繼續遊戲，但將不會再有任何新的交通技術出現。

## 缺點
- 遊戲本身無法通過模組設置地下車站和高架車站，故除自行對車站海平面降低或升高並挖掘直線隧道或橋樑之外無法建設類似現實的地鐵系統。
- 原版在海平面上無法建造橋樑

## 其他
- 开源游戏列表
- SDL

## 遊戲平台[6]
受惠於SDL函式庫擁有跨平臺多媒體開發環境的條件，讓OpenTTD的一眾開發者能夠輕易同時開發眾多操作系統上的版本，包括：
- 官方
  - FreeBSD
  - Linux
  - macOS
  - Microsoft Windows 95/98/ME/2000/NT/XP/Vista/7/10/11[7]
  - NetBSD
  - OS/2
  - OpenBSD
  - ReactOS
  - Solaris
  - GOG.com (10/6/2021)
- 非官方
  - AmigaOS
  - BeOS
  - DOS
  - Apple iPhone / iPod Touch
  - GP2X
  - MorphOS
  - Nintendo DS
  - Nintendo Wii
  - Palm OS
  - RISC OS
  - Symbian S60
  - SkyOS
  - PlayStation Portable(PSP)
  - Pocket PC
  - UIQ3
  - Android
  - Steam(2/4/2021)

## 外部連結
- （英文）OpenTTD官方網頁（页面存档备份，存于）
- （英文）運輸大亨及OpenTTD論壇（页面存档备份，存于）
- （英文）OpenTTD WIKI（页面存档备份，存于）